# Kisses in the Rain
Kisses in the Rain é um álbum do cantor e guitarrista de jazz John Pizzarelli pelo selo Telarc em 2000. O grupo consiste num trio, com seu irmão Martin Pizzarelli no contrabaixo e Ray Kennedy no piano. John esteve no Brasil para promover o álbum, chegando a dar uma entrevista no Programa do Jô.

## Faixas
| N.º            | Título                        | Duração |  |
| 1.             | "From Monday On"              | 3:25    |  |
| 2.             | "When I Take My Sugar to Tea" | 3:54    |  |
| 3.             | "I Am in the Mood for Love"   | 4:09    |  |
| 4.             | "I Can't Get Up the Nerve"    | 2:45    |  |
| 5.             | "I Got Rhythm"                | 3:48    |  |
| 6.             | "When Lights Are Low"         | 3:42    |  |
| 7.             | "I Thought About You"         | 2:37    |  |
| 8.             | "Should I"                    | 3:13    |  |
| 9.             | "Don't Be That Way"           | 4:05    |  |
| 10.            | "I Could Have Told You So"    | 4:14    |  |
| 11.            | "Kisses in the Rain"          | 3:38    |  |
| 12.            | "Oscar Night"                 | 4:28    |  |
| 13.            | "Polka Dots and Moonbeams"    | 3:59    |  |
| 14.            | "Baby Just Come Home to Me"   | 2:35    |  |
| 15.            | "A Lifetime or Two"           | 2:34    |  |
| 16.            | "I Wouldn't Trade You"        | 2:17    |  |
| Duração total: | Duração total:                | 55:23   |  |

## Integrantes
- John Pizzarelli – vocal, guitarra de 7 cordas
- Martin Pizzarelli – contrabaixo
- Ray Kennedy – piano